# Millions
«Millions» es una canción de pop rock del cantante estadounidense Gerard Way. Es el segundo sencillo y la quinta pista de su álbum debut, Hesitant alien, publicado en 2014. La canción se lanzó formalmente el 23 de septiembre de 2014, junto con todo el álbum, mientras que como sencillo lo hizo el 6 de octubre subsiguiente, junto a su videoclip. No obstante, Way había mostrado públicamente un demo de la canción ya en octubre de 2013, en la Casa de la Ópera de Sídney (Australia).

## Contenido lírico
Gerard Way, al publicar la letra de la canción en julio de 2013, señaló que esta trata sobre un grupo de ladrones de joyas, y acerca de su contenido dijo que «todo está okay; luego todo va horriblemente mal».
La letra incluye pasajes como «let’s live alone / and out of state / let’s make up everything and wake up breathing / don’t give a damn about the wreck you leave in» (en español, «vivamos solos / y fuera del estado / inventémoslo todo y despertemos respirando / que no te importe nada el desastre que mantienes») o «come catch me, run / cuz I’m not having any fun / I think you’re sore / I think I’m done / a million reasons / can I be your number one?» (en español, «ven a buscarme, corre / porque no lo estoy pasando nada bien / creo que estás dolido / creo que yo terminé / [tienes] un millón de razones / ¿puedo ser yo la número 1?»).